# Elatostema polypodioides
Elatostema polypodioides är en nässelväxtart som beskrevs av Henry Nicholas Ridley. Elatostema polypodioides ingår i släktet Elatostema och familjen nässelväxter. Inga underarter finns listade i Catalogue of Life.